# 尼日內 (傑拉日尼亞區)
49°17′0″N 27°29′13″E / 49.28333°N 27.48694°E
尼日涅（烏克蘭語：Нижнє）是位於烏克蘭西部的村莊，由赫梅利尼茨基州裡赫梅利尼茨基區的德拉日尼亞市鎮負責管轄。該村始建於1632年，面積1.47平方公里，海拔高度294米，2001年人口577，人口密度每平方公里392.5人。